# Crna Gora
 Ovo je glavno značenje pojma Crna Gora. Za druga značenja pogledajte Crna Gora (razdvojba).
Crna Gora (cnr. lat. Crna Gora, cnr. ćir. Црна Гора) europska je sredozemna država smještena u jugoistočnoj Europi. Na sjeveroistoku graniči sa Srbijom (duljina granice 124 km), na istoku s Kosovom (79 km), na jugu s Albanijom (172 km), Hrvatskom na jugozapadu (22,6 km), Bosnom i Hercegovinom na zapadu (245 km), dok priobalni dio mora, uz međunarodne vode, čini granicu s Italijom. Kopnena površina iznosi 13 812 km2 dok površina obalnog mora iznosi 2440 km2. Obala je duga 293,5 km (90 km zračne linije) i osrednje razvedena (koeficijent razvedenosti iznosi 3,0). 
Glavni grad je Podgorica, gospodarsko i političko središte Republike Crne Gore u kojoj su Vlada i parlament, dok prijestolnica Cetinje ima kako kulturni i znanstveni tako i politički značaj jer se u prijestolnici nalaze rezidencija predsjednika crnogorske države i diplomatsko sjedište zemlje. Nositelj suverenosti je građanin koji ima crnogorsko državljanstvo. Službeni jezik u Crnoj Gori je crnogorski jezik, ćirilično i latinično pismo su ravnopravni, a u službenoj uporabi su i srpski, bošnjački, albanski i hrvatski jezik. Valuta koja se koristi u državi je euro iako Crna Gora službeno nije članica Europske unije niti Eurozone. Na snazi je Ustav koji je donesen 19. listopada 2007. godine, a proglašen 22. listopada 2007. godine.
Crna Gora zauzima uglavnom planinsko područje, a sastoji se iz pet prirodnih regionalnih cjelina: Stare Crne Gore, Brda, Sjeveroistočnoga škriljavoga gorja, Središnjega nizinskog prostora i Primorja.
Temelji crnogorske države su kneževine Duklja i Zeta. Crna Gora je tijekom turske vladavine imala autonomiju, a neovisnost od Osmanskog Carstva joj je potvrđena na Berlinskom kongresu 1878. godine. Od 1918. bila je dio sve tri Jugoslavije te kasnije u državnoj zajednici sa Srbijom. Na referendumu održanom 21. svibnja 2006. godine građani Crne Gore su izglasali samostalnost i razdruženje sa Srbijom s ukupno 55,54 % glasova. Neovisnost Crne Gore je proglašena 3. lipnja 2006. godine. Dana 28. lipnja 2006. Crna Gora je postala 192. članica Ujedinjenih naroda, a 11. svibnja 2007. 47. članica Vijeća Europe.
Crna Gora je članica Ujedinjenih naroda, Organizacije za europsku sigurnost i suradnju, Vijeća Europe i sredozemne unije. Također je kandidat za članstvo u Europskoj uniji od 2010. godine. Crna Gora je 5. lipnja 2017. godine postala 29. članica NATO-a.

## Povijest

### Neolit i brončano doba
Od 5500. do 3000. pr. Kr., Neolit (mlađe kameno doba). Na području Crne Gore se razlikuju dvije osnovne kulturne oblasti: mediteranska i središnja balkanska (Starčevačka kultura i Vinčanska kultura grupa, s lokalitetima Petnjik i Beran krš, kod Berana). Najbolje su proučeni ostatci iz Crvene stijene. Do unaprijeđenja lončarstva dolazi u mediteranskom središnjem neolitu (4500. – 3800. pr. Kr.).
Od 1500. do 1200. pr. Kr., Razvijeno brončano doba: do razdvajanja ilirskog i tračkog elementa na podrucju Balkana još nije došlo. Za ovaj period, od nalaza u Crnoj Gori karakteristične su sjekire »albansko-dalmatinskog« i »skadarskog« tipa. Postoji uticaj razvijenih kultura oblasti Egeja i intenzivne trgovačke veze s mikenskom kulturom. Naselja iz ovog perioda su kod Crvene stijene, Ceret (kraj Zognja, Ulcinj) Bijedića (kod B. Polja) i Beran-krša, kraj Berana. Predstave jelena na zidu okapine u Lipcima (Boka kotorska) također pripadaju ovom dobu.

### Rimljani
Prvi poznati stanovnici Crne Gore bili su Iliri, koji su polovicom III. st. pr. Kr. stvorili državu sa središtem oko Boke kotorske i Skadarskog jezera. Za kralja Agrona (prije 230. pr. Kr.) protezala se približno od Neretve na sjeverozapadu do granice Epira na jugoistoku, a nakon rata s Rimljanima za Teute (229. do 228. pr. Kr.) smanjena je približno na područje današnje Crne Gore.
Pod rimsku vlast došla je 167. pr. Kr. pa je od početka I. st. uključena u rimsku provinciju Dalmaciju, a od 297. Prevalis. U VII. st.

### Dolazak Slavena i prve kneževine
Slaveni su naselili to područje, koje se u izvorima do kraja X. st. nazivalo Dukljom, od XI. st. Zetom, a od XIV. st. Crnom Gorom. Prva (vazalna) državna organizacija u Duklji nastala je u IX. st., za kneza Vladimira (oko 970. – 1016.), došla je pod vlast makedonskog cara Samuila, a potom Bizanta.
Knez Vojislav (od 1031.) oslobodio je Zetu od bizantske vlasti, a njegov je sin Mihajlo (oko 1050. – 1082.) postavio temelje prvoj samostalnoj zetskoj državi i 1077. od pape Grgura VII. dobio kraljevske insignije. Za njegova sina Bodina (1082. – 1101.) Zeta je bila na vrhuncu moći (obuhvaćala je Rašku, Bosnu, Trebinje i Hum), ali se nakon njegove smrti raspala. To je iskoristio srpski veliki župan Stefan Nemanja i do 1189. osvojio Zetu koja je ostala pod vlašću Nemanjića više od jednog i pol stoljeća. S raspadom srpske države Zeta se osamostalila 1361. s feudalcima Balšićima koji su postupno širili svoju vlast. Nakon smrti Balše III. (1421.) vlast u Zeti naslijedio je despot Stefan Lazarević.

### Ratovi s Osmanlijama
Nakon pada despotovine 1439., Mletačka Republika osvojila je Zetsko primorje, njezinu vrhovnu vlast u Gornjoj Zeti priznali su Crnojevići, a 1444. to je učinio i Stefan Crnojević. Njegov sin Ivan (1465. – 1490.) napustio je Mlečane, ali kad su Skadar i Žabljak 1479. pali u ruke Osmanlijama, nakratko se sklonio u Italiju. Njegovi sinovi upravljali su zemljom kao osmanski vazali, Đurađ (1490. – 1496.) i brat mu Stefan (1496. – 1499.), kada je Crna Gora pripojena Skadarskomu sandžaku. Poseban položaj u odnosu prema Skadarskomu sandžaku stekla je 1513., kada je za crnogorskoga sandžakbega postavljen Skender-beg (Staniša), sin Ivana Crnojevića.
Od početka XVII. st. vodstvo u borbi protiv Osmanlija preuzeli su mitropoliti Cetinjske mitropolije; Crnogorci su sudjelovali u mletačko-turskim ratovima (Ciparski 1570. – 1573., Kandijski 1645. – 1669., Morejski 1684. – 1699.) i 1688. zbacili fiktivnu sultanovu vlast, a pod vladikom Danilom (1697. – 1735.) proveli istrjebljenje islamiziranih sunarodnjaka koji se nisu vratili kršćanstvu (Istraga poturica). Vladike su nastojali suzbiti plemenske sukobe i krvnu osvetu i ujediniti plemena putem Jedinokupnog sabora svih plemenskih glavara, a njegove odluke za vladike Danila Petrovića-Njegoša postaju obvezne za sva plemena, zatim su uspostavljene veze s Rusijom, pa je Crna Gora kao saveznik 1711. ratovala protiv Osmanlija.

### Vladavina dinastije Petrović
Godine 1717. u Crnoj Gori ustanovljeno je guvernadurstvo koje je imalo poslužiti širenju mletačkog utjecaja i posredovanja u trgovini. Nakon Danilove smrti 1735. vlast cetinjskih mitropolita postala je nasljednom, pa je Crnom Gorom počela vladati Dinastija Petrović.
Izgradnji središnje državne vlasti pridonio je Šćepan Mali (1768. – 1774.), koji je smanjio krvnu osvetu, 1771. uveo prvi stalni sud od 12 plemenskih glavara, sastavio prvi stalni oružani odred (tjelesnu stražu). Njegov primjer slijedio je Petar I. Petrović-Njegoš (1781. – 1830.), komu je 1797. povjereno upravljanje vanjskom politikom i zapovjedništvo nad crnogorskom vojskom; uspostavio je 1798. središnje sudsko tijelo, Praviteljstvo suda crnogorskog i brdskog, i osnovao svoju naoružanu stražu, tzv. perjanike, prvu crnogorsku žandarmeriju, te donio Zakonik opšči crnogorski i brdski i uveo plaćanje poreza po kućama. Nakon pobjede nad Osmanlijama 1813.
Skupština Crnogoraca i Bokelja u Dobroti 29. listopada 1813. proglasila je ujedinjenje Crne Gore i Boke, ali je odlukom Bečkoga kongresa 1815. Boka kotorska postala dio Kraljevine Dalmacije pod austrijskom vlašću.
Petar II. Petrović-Njegoš (1831. – 1851.) u potpunosti je proveo centralizaciju državne vlasti, osnovao (1831.) Praviteljstvujušči senat kao vrhovni zemaljski sud, 1832. ukinuo guvernadurstvo, uveo kapetanske sudove i u svojim je rukama ujedinjavao zakonodavnu, sudsku i izvršnu vlast. Senat, gvardija i perjanici postali su prvi stalni organi središnje državne vlasti u Crnoj Gori. God. 1834. ponovno je osnovana na Cetinju tiskara, a 1842. utvrđene su granice između Crne Gore i Austrije. Petrovićev nasljednik Danilo (1851. – 1860.) proglasio se 1852. knjazom.

### Berlinski kongres i samostalnost
Crna Gora je 1859. stekla samostalnost, a 1876. crnogorska vojska zauzela je Nikšić, Bar, Ulcinj, te otoke na Skadarskom jezeru. Mirom u San Stefanu 1878. Crnoj Gori zajamčena je neovisnost, a na Berlinskome kongresu dodijeljeni su joj gradovi Nikšić, Kolašin, Spuž, Podgorica, Žabljak, Bar te Plav i Gusinje (koji su 1880. zamijenjeni za Ulcinj).
Još 1871. započinje organizacija modernog administrativnog državnog aparata. Uspostavlja se uprava za unutarnje poslove, financije i vojsku; osniva se Knjaževska kancelarija za inostrana djela; 1879. ukinut je Senat, a organizirana su ministarstva i Veliki sud, knez Nikola je 1905. oktroirao ustav, a 1906. provedeni su izbori za Zakonodavnu skupštinu. U političkom životu, pod utjecajem iz Srbije, djelovao je Klub narodne stranke (klubaši) i vladina Prava narodna stranka (pravaši). Nakon otkrivanja urote za uklanjanje kneza Nikole (bombaška afera), knez se obračunao s klubašima 1908., a bili su poremećeni i odnosi sa Srbijom. Godine 1910., Crna Gora proglašena je kraljevinom, što je dovelo do njezina udaljavanja od Srbije, Rusije, Austro-Ugarske i približavanja Italiji.[nedostaje izvor]

### Kraljevina Jugoslavija
Sudjelovala je u I. balkanskom ratu 1912. – 1913. i mirom u Bukureštu 1913. dobila Berane, Bijelo Polje, Gusinje, Pljevlja, Plav, Tuzi i dio Skadarskog jezera. U I. svjetskom ratu, kao saveznicu Srbije, okupirala ju je austrougarska vojska 1916., a kralj i veći dio vlade otišli su u Italiju. Predsjednik nove emigrantske crnogorske vlade Andrija Radović pregovarao je sa srpskom vladom o ujedinjenju Crne Gore sa Srbijom i osnovao Crnogorski odbor za narodno ujedinjenje, a Velika narodna skupština u Podgorici 26. studenoga 1918. svrgnula je dinastiju Petrović-Njegoš i proglasila ujedinjenje Crne Gore sa Srbijom; time je crnogorska država de facto prestala postojati, a njezin je teritorij uključen u sastav srpske države.
Osim represije, u zemlji su se pogoršavale gospodarske prilike i raslo nezadovoljstvo u narodu, pa su otpori režimu sporadično trajali do 1925. Nakon zavođenja Šestosiječanjske diktature 1929. kralj Aleksandar zabranio je rad svim političkim strankama. Zakonom o nazivu i podjeli Kraljevine Jugoslavije od 3. listopada 1929. stvorena je Zetska banovina, kojoj je po Ustavu iz 1931. pripadala današnja Crna Gora, istok Hercegovine, zapad Kosova, Sandžak i okolica Dubrovnika.

### Drugi svjetski rat
Napadom sila Osovine, Crnu Goru okupirala je Italija, koja je anektirala Boku kotorsku, a neke granične dijelove Albanija. Pod protektoratom Italije Crnogorska federalistička stranka pripremala je uspostavu crnogorske države, Nezavisne Crne Gore, koju je 12. srpnja 1941. proglasio Crnogorski sabor. Protivnici osamostaljenja Crne Gore[nedostaje izvor] započeli su sutradan ustanak protiv faštičkih snaga.Ustanici su se podijelili na partizane, pod vodstvom KPJ, i na četnike koji su nastupali s velikosrp. pozicija i od jeseni 1941. surađivali s Talijanima. Nakon kapitulacije Italije, partizanske snage zauzele su područje između Lima i Zete, a Nijemci su u ostalom dijelu uspostavili upravu pod svojim nadzorom. 
U Kolašinu je 15. studenog 1943. održana skupština Antifašističkog vijeća narodnog oslobođenja (AVNO), koja je izabrala Zemaljsko antifašističko vijeće narodnog oslobođenja (ZAVNO) i delegate za II. zasjedanje AVNOJ-a. ZAVNO je 13. srpnja. 1944. prerastao u Crnogorsku antifašističku skupštinu narodnog oslobođenja (CASNO), koja je na zasjedanju 15. travnja 1945. konstituirana u Crnogorsku narodnu skupštinu. Borbe za Crnu Goru završene su u siječnju 1945., kada su jedinice NOV-a ovladale cijelim crnogorskim područjem.

### Socijalistička Jugoslavija
Nakon II. svjetskog rata, u sastavu SFR Jugoslavije, Crna Gora dobila je skupštinu (15. travnja 1945.) i republički ustav (31. prosinca 1946.). Srbiji je 1945. ustupila Metohiju, što joj je kompenzirano stjecanjem većega primorja (južnog dijela austrijske Dalmacije do 1918. i bosanskohercegovačkoga koridora do mora preko Sutorine). Tijekom 1946. kolonizirano je iz Crne Gore u Vojvodinu oko 45.000 st. Ustavnim promjenama 1963. i 1974. Crna Gora unaprijedila je svoju državnost i stekla snažniji položaj u federaciji.

### SRJ i obnova samostalnosti
Na prvim višestranačkim izborima krajem 1990. pobijedio je Savez komunista Crne Gore (koji se preimenovao u Demokratsku partiju socijalista). Momir Bulatović bio je izabran za predsjednika Predsjedništva (1993. za predsjednika države), a premijer je postao Milo Đukanović. Od uspona na vlast, početkom 1991., oni su podržavali politiku Beograda u jugoslavenskom raspadu (crnogorski rezervisti sudjelovali su u napadima na dubrovačko primorje) kao i stvaranje SR Jugoslavije 1992. kao srbijansko-crnogorske federacije.
Tijekom 1992. – 1996. Crna Gora podnosila je međunarodne ekonomske sankcije UN-a nametnute Jugoslaviji, a dio crnogorske vlasti nastojao se odmaknuti od srbijanskog predsjednika Slobodana Miloševića (od 1997. predsjednik SR Jugoslavije). To je vodilo stranačkomu raskolu (1997.) i političkom sukobu Bulatovića (sklona Miloševiću) s Đukanovićem, koji Crnu Goru nastoji osloboditi od srbijanskog pritiska, otvoriti je zapadnim investicijama i učiniti ravnopravnom unutar savezne države. Na predsjedničkim izborima potkraj 1997. i na parlamentarnim izborima polovicom 1998. pobijedili su Đukanović i njegova reformistička koalicija, što je osnažilo orijentaciju za većom samostalnošću Crne Gore. Politička suprotstavljanja pojačao je izbor Bulatovića za premijera SR Jugoslavije (1998.) te crnogorsko odbijanje nekih saveznih zakona. Tijekom napada NATO-a na Jugoslaviju (1999.) crnogorska je vlast svoj teritorij nastojala održati izvan sukoba, čime se suprotstavila saveznoj vladi i jugoslavenskoj vojsci.
U ožujku 2003. SR Jugoslavija je reorganizirana u državnu zajednicu Srbiju i Crnu Goru. Nakon referenduma o neovisnosti (21. svibnja 2006), Crna Gora je 3. lipnja 2006. proglasila neovisnost. Na parlamentarnim izborima 2002., 2006., 2009. i 2012. pobijedila je koalicija koju je vodila Demokratska partija socijalista (DPS) na čelu s M. Đukanovićem; od 2003. predsjednik države je bio njezin kandidat Filip Vujanović; pobijedio i na predsjedničkim izborima u travnju 2013. Od proglašenja neovisnosti (2006), crnogorska državna politika usmjerena je na približavanje Europskoj uniji i NATO-u.
Odnosi sa Srbijom pogoršali su se 2008. s crnogorskim priznavanjem državnosti Kosova; to je opteretilo i odnos prema Srpskoj pravoslavnoj crkvi, utjecajnoj u Crnoj Gori (sporno je i djelovanje kanonski nepriznate Crnogorske pravoslavne crkve).

### Suvremeno doba
Nakon ruske aneksije Krima (2014.) Crna Gora uvodi sankcije Rusiji, u skladu s politikom Europske unije. U listopadu 2015. prosvjed u Podgorici predvodi Demokratski front (koalicija oporbenih stranaka i organizacija); vlast optužuje za korupciju i nepotizam, protivi se približavanju NATO-u i zagovara prorusku politiku. 
Na sam dan crnogorskih parlamentarnih izbora 16. listopada 2016. obznanjeno je da je spriječen pokušaj državnog udara, u kojemu su sudjelovali agenti koji su bili državljani Srbije i Rusije. Navodni cilj državnog udara je bio da se nasilno preuzme Skupština Crne Gore, kako bi se spriječilo pristupanje Crne Gore NATO-paktu, a špekuliralo se i oko ubojstva samog Mila Đukanovića. Tužilaštvo je u konačnici formiralo optužnicu za kriminalno djelo pokušaja terorizma. Na dugogodišnje zatvorske kazne osuđeno je 14 ruskih, srpskih i crnogorskih državljana većinom u odsutstvu, jer se nisu nalazili u Crnoj Gori. Tijekom suđenja koje je trajalo oko godinu i pol dana održano je 170 sudskih ročišta, koja su prenošena putem televizije. Godine 2021. Žalbeni Sud poništio je presudu Višeg Suda u Podgorici i vratio predmet na ponovno suđenje. Tročlano je vijeće tada saopćilo u presudi kako se zbog prekršaja sudskog procesa »nijesu mogli prihvatiti ni činjenični ni pravni zaključci u prvostepenoj presudi«. Dana 12. srpnja 2024., nakon održanog ponovljenog suđenja, donesena je oslobađajuća presuda za sve okrivljene. Sud je ustvrdio da »nije bilo dokaza da su optuženi krivi za djela koja su im stavljena na teret«. Demokratska partija socijalista, tada oporba, ocijenila je da se radi o političkoj presudi »kompromitiranog« pravosuđa kojom su »izdati državni interesi«.
DPS je na tim izborima ponovno osvojio najviše glasova (drugi je Demokratski front), te stvara koalicijsku vladu koju vodi premijer Duško Marković; predsjednik DPS-a Milo Đukanović održao je vodeći politički utjecaj (premijer 2008. – 2010. i 2012. – 2016.). Cijela „afera Državni udar” izazvala je mnogo pažnje prije svega u Srbiji i Crnoj Gori, ali i diljem regije.[nedostaje izvor]
Početkom lipnja 2017. Crna Gora je primljena u NATO. Rusija je proširenje NATO-a na Crnu Goru pratila s negodovanjem, te predstavlja nezadovoljstvo Rusije i njoj sklonih političkih snaga u samoj Crnoj Gori opterećenje za Crnu Goru. Sjedinjene Američke Države iskazuju podršku Crnoj Gori u odbijanju ruskih pritisaka.
Ni odnosi Crne Gore sa susjednom Srbijom nisu lišeni napetosti, ali su s Kosovom izgrađeni bliski odnosi, a uspostavljena je i dobra suradnja sa susjednim članicama NATO-a Albanijom i Hrvatskom, kao i s Italijom.
Na parlamentarnim izborima krajem kolovoza 2020. godine pobijedila je – s malom većinom – oporbena koalicija predvođena prosrpskim i proruskim Demokratskim frontom. U iščekivanju smjene vlasti, političko i sigurnosno stanje u zemlji se ne doima stabilnim. U zemlji kojoj dužnost predsjednika obnaša Milo Đukanović, dugogodišnji prozapadno orijentirani premijer, vladu sa Zdravkom Krivokapićem na čelu formira šarolika koalicija predvođena prosprskim Demokratskim frontom. U travnju 2021. godine, nastupa ozbiljnija kriza vlade, kada je premijer Zdravko Krivokapić od parlamenta - nakon zahtjeva diplomacije SAD-a - zatražio da smijeni ministra pravosuđa Vladimira Leposavića - nakon što je ovaj negirao genocid u Srebrenici. Parlament je u lipnju 2021. god. smijenio ministra Leposavića te donio rezoluciju kojom osuđuje genocid u Srebrenici, ali tek uz potporu oporbenih stranaka prijedlozima vlade - koje nije podržao Demokratski front, kao najveća stranka vladajuće koalicije. Na predsjedničkim izborima 2. travnja 2023. Jakov Milatović, kandidat Pokreta Evropa Sad, pobjedio je Mila Đukanovića.
U lipnju 2024. crnogorski parlament usvojio je rezoluciju kojom se osuđuje genocid u logoru Jasenovac, kao i u nacističkim logorima Dachau i Mauthausen. Rezolucija je izazvala značajne političke reakcije i tenzije, posebno između Crne Gore i Hrvatske. Hrvatske je vlada izrazila stav da ovakav potez može negativno utjecati na crnogorske ambicije prema članstvu u Europskoj uniji. Povjesničari i politički analitičari ocijenili su rezoluciju kao politički instrument, više nego iskreni čin pijeteta prema žrtvama. Iz Zagreba su najavljene oštre reakcije, iako se ističe da ovakve odluke nisu u interesu ni Hrvatske ni Crne Gore u smislu regionalne stabilnosti i suradnje. Pojedine političke stranke u hrvatskom Saboru istakle su da je donošenje rezolucije o Jasenovcu vjerojatno potaknuto iz Srbije, kako bi Hrvatska zaustavila integracije Crne Gore u Europsku uniju.

## Zemljopis

### Glavni zemljopisni podaci
- Najduža rijeka: Tara.
- Najduža obala: Velika Plaža, Ulcinj, 13 000 metara.
- Najviši vrhovi:

- Bobotov Kuk (Durmitor), 2522 m
- Maja Rozit (Prokletije), 2522 m.

- Najveće jezero: Skadarsko, 391 km2.
- Najdublji kanjon: Tara, 1300 m.
- Najveći zaljev: Bokokotorski.

Površina joj iznosi 13 800 kvadratnih kilometara (još uvijek postoje teritorijalni sporovi s Hrvatskom oko Prevlake). Dijeli se na općine. 
Crna Gora se rasprostire od visokih vrhova na granici sa Srbijom, Kosovom i Albanijom, a širi se velikom ravnicom koja se prostire nekoliko kilometara. Ravnica grubo nestaje na jugu, gdje se Lovćen i Orjen naglo urušavaju u Bokokotorski zaljev.
Stara Crna Gora prostrana je krška zaravan (800 do 1000 m) nagnuta prema depresiji Skadarskoga jezera. Obuhvaća Katunski krš te Cetinjsko (7 km2), Grahovsko (6,4 km2), Njeguško (3,3 km2) i Dragaljsko polje. Od mora je odvojena primorskim gorjem: Orjen (1893 m), Lovćen (1749 m), Rumija (1594 m), a od unutrašnjosti Golijom (1942 m), Lukavicom (2141 m) i Maganikom (2123 m). Uglavnom je građena iz krednih vapnenaca.
Brda se ističu visinom (prosječno 1400 do 1700 m). Prevladavaju otvoreni ravnjaci s planinama višima od 2000 m: Durmitor (Bobotov kuk, 2522 m), Volujak (2254 m), Ljubišnja (2238 m), Sinjajevina (2253 m), Bjelasica (2137 m). Građena su od trijaskih naslaga i od škriljevaca. To je gotovo nenaseljeno područje. Gušće je naseljeno samo niže područje dolina rijekâ Ćeotine (Pljevaljska kotlina; dio Sandžaka), Tare, Lima i Ibra.
Sjeveroistočno škriljavo gorje područje je jugoistočno od Sinjajevine, a obuhvaća Komove (2487 m) i Prokletiju (Maja Rozit, 2522 m). Građeno je od nepropusnih permskih i karbonskih škriljevaca.
Središnji nizinski prostor obuhvaća područje Skadarske zavale, dolinu donjega toka rijeke Zete (240 km2) i Nikšićko polje (48 km2). Ondje je prirodno središte i raskrižje putova iz zaleđa (doline Zete i Morače) prema primorju. Povoljan položaj i slobodan prostor omogućuju razvoj Podgorice, glavnog grada. Najveći dio ravnice pokriven je debelim pokrovom sterilnoga fluvioglacijalnog šljunka. Područje oko Skadarskoga jezera močvarno je i neplodno.
Primorje. Crnogorsko primorje obuhvaća uski obalni pojas od poluotoka Oštre (Hrvatska) do ušća rijeke Bojane (granica prema Albaniji) te zaljev Boku kotorsku.
Crna Gora velikim dijelom otvoreno izlazi na Jadransko more.

### Nacionalni parkovi
- Nacionalni park Durmitor
- Nacionalni park Biogradska gora
- Nacionalni park Lovćen
- Nacionalni park Skadarsko jezero
- Ncionalni park Prokletije

## Rijeke i jezera
Rijeke pripadaju sljevu Crnoga (Lim, Ćeotina, Ibar, Piva) i Jadranskog mora (Morača, Zeta, Bojana).
Najdulje su:
- Lim (217 km, od toga 86 km u Crnoj Gori)
- Tara (146,4 km)
- Ćeotina/Ćehotina/Ćotina (125 km, od toga 100 km u Crnoj Gori)
- Morača (99,5 km) i njezin pritok Zeta (65 km)
- Piva (78 km)
- Bojana (40 km, od toga 30 km u Crnoj Gori).

Osim Skadarskoga jezera (391 km2, od toga 243,1 km2 u Crnoj Gori) postoji i više manjih planinskih jezera: Šasko (5,5 km2), Plavsko (1,99 km2), Crno (0,52 km2), Biogradsko (0,25 km2), Kapetanovo, Vražje, Zminičko, Sušičko i dr.

## Klima
Klima je u primorju sredozemna, u Skadarskoj zavali submediteranska, a u unutrašnjosti umjereno kontinentska do planinska. Srednja srpanjska (ljeto) temperatura u primorju, submediteranskom području Skadarske zavale i doline rijeke Zete iznosi oko 26 °C, u nižim područjima unutrašnjosti 18 do 20 °C, a na visokim planinama (Durmitor, Bjelasica, Visitor, Sinjajevina i dr.) 10 do 14 °C. Srednja siječanjska (zima) temperatura najviša je u primorju (8 °C) i submediteranskim dijelovima (4 do 5 °C); u unutrašnjosti i na planinama kreće se od 0 do –7 °C. Godišnja količina oborina najveća je u planinskom području primorskoga zaleđa (Orjen, Lovćen; oko 5000 mm), gdje u izrazito kišnim godinama padne i do 8000 mm oborina (Crkvice na Orjenu). Primorje prima 1200 do 2000 mm oborina, a samo krajnji sjeveroistok 800 do 1000 mm.

## Stanovništvo
Prema popisu iz 2011. Crna Gora ima 625 266 stanovnika. Gustoća naseljenosti iznosi 44,9 st./km2 (2011.). Najgušće je naseljeno (100 do 200 st./km2) primorje te Podgorica s okolicom. Unutrašnjost Crne Gore (sjeverni, zapadni i srednji dijelovi) imaju naseljenost do 40 st./km2 (mjestimice do 20 st./km2).
Najveći dio stanovništva ispovijeda pravoslavlje (72,0 %), zatim islam (19,0 %), katoličanstvo (3,0 %) i dr. (6,0 %, 2011.). Porast stanovništva iznosi 0,1 % (2005. – 2011.) i niži je od prirodnog prirasta stanovništva (0,29 % ili 2,9 ‰, 2010.); natalitet iznosi 12,0 ‰ (2010.), mortalitet 9, 1 ‰ (2010.), a mortalitet dojenčadi 7,2 ‰ (2010). Stanovništvo je u prosjeku staro; u dobi do 14 godina je 19,2 % st., od 15 do 59 godina 62,5 %, a u dobi od 60 i više godina 18,3 % st. (2011.). Očekivano trajanje života iznosi 71,2 godina za muškarce, odn. 76,1 godina za žene (2008.).
Nacionalni sastav Crne Gore, prema službenim rezultatima popisa 2011. koje je objavio Zavod za statistiku Crne Gore – Monstat, jest:
- Crnogorci – 44,98 %
- Srbi – 28,73 %
- Bošnjaci – 8,65 %
- Albanci – 4,91 %
- Muslimani – 3,31 %
- Romi – 1,01 %
- Hrvati – 0,97 %
- neizjašnjeni – 4,87 %.[36]

| Redni broj   | Grad         | Populacija | Redni broj | Grad        | Populacija | Podgorica Nikšić |  |
| ------------ | ------------ | ---------- | ---------- | ----------- | ---------- | ---------------- |  |
| 1.           | Podgorica    | 136 473    | 10.        | Tivat       | 9467       | Podgorica Nikšić |  |
| 2.           | Nikšić       | 58 212     | 11.        | Rožaje      | 9121       | Podgorica Nikšić |  |
| 3.           | Pljevlja     | 21 377     | 12.        | Dobrota     | 8169       | Podgorica Nikšić |  |
| 4.           | Bijelo Polje | 15 883     | 13.        | Danilovgrad | 5208       | Podgorica Nikšić |  |
| 5.           | Cetinje      | 15 137     | 14.        | Tuzi        | 4857       | Podgorica Nikšić |  |
| 6.           | Bar          | 13 719     | 15.        | Mojkovac    | 4120       | Podgorica Nikšić |  |
| 7.           | Herceg Novi  | 12 739     | 16.        | Škaljari    | 4002       | Podgorica Nikšić |  |
| 8.           | Berane       | 11 776     | 17.        | Igalo       | 3754       | Podgorica Nikšić |  |
| 9.           | Budva        | 10 918     | 18.        | Bijela      | 3748       | Podgorica Nikšić |  |
| 2011. godina |              |            |            |             |            | Podgorica Nikšić |  |

### Teritorijalna rasprostranjenost stanovništva
- Crnogorci su rasprostranjeni širom države, apsolutna ili relativna većina stanovništva su u Podgorici, Cetinju, Danilovgradu, Nikšiću, Kolašinu, Mojkovcu, Šavniku, Žabljaku, Budvi, Baru, Kotoru, Tivtu;
- Srbi su relativna većina u Herceg Novom, Beranama, Bijelom Polju, a apsolutna u većina u Pljevljima, Plužinama i Andrijevici.
- Bošnjaci i narod Muslimana su apsolutna većina u Rožajama i Plavu;
- Albanci su većina u Ulcinju.
- Hrvati žive u Boki kotorskoj.

U gradu Ulcinju živi i nekoliko crnoputih potomaka saracenskih robova iz Maroka. Ti ljudi su trag vremena kad je Ulcinj bio uporištem arapskih gusara.

## Upravna podjela Crne Gore
Crna Gora je podjeljena na 23 općine, glavni grad Podgoricu i staru prijestolnicu Cetinje.
Godine 1960. donošenjem Zakona o podjeli Narodne Republike Crne Gore na općine broj općina je smanjen na 20 i ovakva teritorijalna organizacija će ostati nepromijenjena narednih 30 godina. 1990. godine je ponovo formirana općina Andrijevica a promjena je službeno zaživjela 1. srpnja 1991. godine.
Godine 2005. donošenjem Zakona o Glavnom gradu Podgorici formirane su gradske općine Golubovci i Tuzi (najmanja gradska općina naseljena albanskom većinom).
Godine 2013. je formirana općina Petnjica.
Godine 2014. je formirana općina Gusinje.
Godine 2018. je formirana općina Tuzi.
Godine 2022. je formirana općina Zeta.

### Općine
Općine Crne Gore su:
- Andrijevica
- Bar
- Berane
- Bijelo Polje
- Budva
- Cetinje
- Danilovgrad
- Herceg Novi
- Kolašin
- Kotor
- Mojkovac
- Nikšić
- Petnjica
- Plav
- Plužine
- Pljevlja
- Podgorica
- Rožaje
- Šavnik
- Tivat
- Tuzi
- Ulcinj
- Zeta
- Žabljak

## Politički sustav
Prema Ustavu od 22. listopada 2007. Crna Gora je unitarna republika s parlamentarnim sustavom vlasti. Predsjednik republike na čelu je države i vrhovni je zapovjednik oružanih snaga. Biraju ga državljani na općim izborima za mandat u trajanju od 5 godina i za najviše dva mandata.
Izvršnu vlast ima Vlada, koju čine predsjednik, potpredsjednici i ministri. Predsjednik republike predlaže predsjednika vlade, kojega imenuje Skupština. Ona imenuje i ministre na prijedlog predsjednika vlade.
Zakonodavnu vlast ima jednodomna Skupština s 81 zastupnikom. Biračko je pravo opće i jednako, a imaju ga svi državljani s navršenih 18 godina života. Najvišu sudbenu vlast ima Vrhovni sud, čijega predsjednika imenuje Skupština na zajednički prijedlog predsjednika republike, predsjednika Skupštine i predsjednika vlade. Ustavni sud sastoji se od 7 sudaca biranih za mandat od 9 godina, bez ograničenja u broju mandata. Administrativno je Crna Gora podijeljena na 21 općinu. Državni praznik: Dan državnosti, 13. srpnja (1878.).

## Crnogorska vojska
Vojska Crne Gore sastoji se od kopnene vojske, mornarice i zračnih snaga. Vojska je potpuno profesionalna stalna vojska.
Vojska trenutačno održava snagu od 1950 članova aktivnih vojnika. Veći dio svoje opreme i snaga naslijedila je iz vojske Srbije i Crne Gore. Budući da je Crna Gora sadržavala cijelu obalu bivše zajednice, zadržala je praktički cijelu pomorsku snagu. Vojska Crne Gore sudjeluje u misijama NATO-a u Afganistanu i Iraku.
U lipnju 2017. Crna Gora je postala 29. članica NATO- a.

## Gospodarstvo
Nakon primanja u članstvo Svjetske banke, Međunarodnoga monetarnog fonda (2007.) i Svjetske trgovinske organizacije (2011.) pokrenut je niz ekonomskih reformi. Od 2012. vode se pregovori za pridruživanje Europskoj uniji.
Stopa nezaposlenosti smanjena je s 37 % (2000.) na 10,7 % (2008.), a potom je porasla na 18 % (2014.). Tijekom 2006. – 2013. prosječni udjel siromašnog stanovništva iznosio je 8,3 % [najveći (11,3 %) bio je 2006. i 2012.]. Održale su se velike regionalne gospodarske razlike; na sjevernom dijelu nezaposlenost je dvostruko veća u odnosu na središnji i južni dio Crne Gore (sjeverno područje obuhvaća 67 % ukupnoga obradivog zemljišta, 71 % šuma, 70 % stočnog fonda, gotovo sve državne hidropotencijale te zalihe ugljena, olova i cinka). Vrijednost BDP-a ostvernoga 2014. bila je oko 4,6 milijarda USD; BDP po stanovniku iznosio je oko 7400 USD. U sastavu BDP-a najveći je udjel uslužnog sektora (oko 88 %), potom industrije (11 %) i poljoprivrede (1 %).
U proizvodnom sektoru vodeća je prerađivačka (aluminij) i prehrambena industrija. Godine 2013. vrijednost izvoza bila je oko 333,2 milijuna USD, a uvoza 1,57 milijarda USD. Vodeći su partneri u izvozu Srbija (35,5 %), Hrvatska (15,8 %) i Slovenija (9,5 %). Najviše robe uvozi se iz Srbije (28,5 %), Grčke (8,4 %) i NR Kine (8 %). Godine 2014. vrijednost izvoza bila je oko 300 milijuna USD, a uvoza oko 1,58 milijarda USD. Veličina javnoga duga 2014. bila je 55,8 % BDP-a.

## Turizam
Turizam predstavlja najvažniju gospodarsku djelatnost u Crnoj Gori. Crnu Goru na godišnjem nivou posjeti veliki broj turista. Taj broj je, prema podacima crnogorskog Monstata, u 2013. godini bio gotovo 1.5 milijuna. Turizam u Crnoj Gori novu afirmaciju doživljava posljednjih godina, i praćen je nizom infrastrukturnih projekata, koji Crnu Goru, u perspektivi, čine elitnom turističkom destinacijom za turiste iz cijelog svijeta, prije svega iz regije i drugih europskih zemalja, posebice zemalja članica Europske unije.
Iako je Crna Gora površinski mala zemlja, karakteriziraju je pejzaži istinske ljepote visoke planine i duboki kanjoni, široke ravnice, brze rijeke, Skadarsko jezero i slikovita obala mora. Svake godine privlači sve veći broj turista iz inozemstva. Značajan je razvoj turizma (po udjelu turističkih dolazaka 2014. prednjači Budva s 49,7 %).
Primorje i planine, zbog međusobne blizine, doživljavaju se kao cjelina, što se može okarakterizirati kao glavna komparativna prijednost Crne Gore u bogatoj turističkoj ponudi među konkurencijom na tržištu sredozemne i jadranske regije.
Općina Budva s Bečićima, trenutno kvalitativno i kvantitativno predstavlja najznačajniji turistički centar na crnogorskom primorju. Nju slijede Bar i Herceg Novi. Prema projekcijama crnogorskog Ministarstva održivog razvoja i turizma, Tivat, s poluotokom Luštice i marinom Porto Montenegro i Ulcinj će, zbog svojih potencijala na Velikoj plaži, Adi Bojani i u zaljevu Valdanos, do 2020. doživjeti ubrzani razvoj i nametnuti se kao primarne destinacije crnogorskog turizma. Posljednjih godina na crnogorskom primoriju gradi se veliki broj ekskluzivnih i po površini velikih hotela. Poput drugih zemalja regije primjetan je nedostatak radne snage u turističkoj djelatnosti.

### UNESCO-va Svjetska baština
Mjesta u Crnoj Gori koje je UNESCO smjestio u Svjetsku baštinu su:
- Durmitor
- Kanjon Tara
- Stari grad Kotor
- Kotorski zaljev
- stećci.

### Promet
Cestovna mreža duga je 7835 km (2011.; 5436 km asfaltirano), a željeznička 250 km (169 km elektrificirane pruge, 2007.). Međunarodne zračne luke nalaze se u Podgorici, a Zračna luka Tivat u Tivtu. Međunarodna pomorska luka nalazi se u Baru.

## Znanost i obrazovanje
Sveučilište je u Podgorici (osnovano 1974.; elektrotehnički, strojarski, metalurško-tehnološki, prirodoslovno-matematički, građevinski, arhitektonski, ekonomski, medicinski, farmaceutski, biotehnički, pravni, političkih znanosti).
Filozofski (osnovan 1977.) te fakultet za sport i tjelesno obrazovanje (osnovan 2008) su u Nikšiću, pomorski fakultet (osnovan 1981), fakultet za turizam i hotelijerstvo (osnovan 1999.) i institut za biologiju mora (osnovan 1996.) u Kotoru, fakultet likovnih (osnovan 1988.) i dramskih (osnovan 1997.) umjetnosti te glazbena akademija (osnovana 1980.) u Cetinju, fakultet primijenjene fizioterapije (osnovan 2005.) u Igalu.
2004. godine pokrenuta je nastava na hrvatskom jeziku.

## Jezik
Službeni jezik Crne gore zove se crnogorski. Pisma su latinično i ćirilićno. U Ustavu se navodi da su u službenoj upotrebi i srpski, bošnjački, albanski i hrvatski jezik. U odgoju se koristi Maternji jezik (materinski) od 2004. godine, koji se definira kao "crnogorski, srpski, bošnjački odnosno hrvatski jezik". Albanski jezik se uči u općinama s albanskom većinom.

Stanovništvo po materinskom jeziku prema popisu iz 2011.:
- srpski: 42,88 %
- crnogorski: 36,97 %
- albanski: 5,27 %
- bošnjački: 5,33 %
- hrvatski: 0,45 %
- srpsko-hrvatski: 2,63 %

## Vjera
Vjerske zajednice odvojene su od države, ravnopravne su i slobodne u vršenju vjerskih obreda i vjerskih poslova.
Većina stanovništva su vjernici Srpske pravoslavne crkve, no postoji i samostalna Crnogorska pravoslavna crkva. Katolici su okupljeni oko Kotorske biskupije te Barske nadbiskupije, a muslimani u okviru Islamske zajednice Crne Gore.
Stanovništvo po vjeri (2003.), od ukupno 620 145:
- Kršćani: 482 738 (77,84 %)

- Pravoslavni: 460 383 (74,24 %)
- Rimokatolici: 21 972 (3,54 %)
- Protestanti: 383 (0,06 %)

- Muslimani: 110 034 (17,74 %)
- pro-orijentalnih kultova: 58 (0,01 %)
- Židovi: 12 (0,01 %)
- drugi: 2424 (0,39 %)
- neizjašnjeni: 13 867 (2,24 %)
- nije vjernik: 6003 (0,97 %)
- nepoznati: 5009 (0,8 %)

## Sport
Crnogorski olimpijski odbor srpnja 2007. primljen je u članstvo Međunarodnog olimpijskog odbora, a Crna Gora se kao neovisna država prvi put pojavila na Olimpijskim igrama 2008. u Pekingu. Prvu medalju, srebro, osvojila je ženska rukometna reprezentacija na Ljetnjim olimpijskim igrama 2012. održanim u Londonu. Prva crnogorska nogometna liga je najviše nogometno natjecanje u Crnoj Gori, u organizaciji Fudbalskog (nogometnog) saveza Crne Gore. Liga je nastala 2006/07. poslije referenduma o osamostaljenju Crne Gore. Do tada, crnogorski klubovi su igrali u jedinstvenoj ligi Srbije i Crne Gore. Vaterpolo jedan od najpopularnijih sportova u državi. Crnogorska vaterpolska reprezentacija je osvojila Europsko prvenstvo 2008. u Malagi na svom prvom sudjelovanju od razdvajanja Srbije i Crne Gore. Zlato je osvojeno i u Svjetskoj ligi 2009. kada je domaćin završnog turnira bila Podgorica. Od ostalih sportova popularni su košarka, odbojka, ragbi, tenis, atletika i borilački sportovi. Momčadski osvajači Lige prvaka iz Crne Gore su Ženski rukometni klub Budućnost dva puta, i Vaterpolo klub Primorac jednom.

## Državna obilježja
Crna Gora ima grb, zastavu i himnu. Grb Crne Gore je zlatni dvoglavi orao s lavom na prsima, dok je zastava Crne Gore crvene boje s grbom na sredini i zlatnim obrubom. Kod naroda se još koristi i krstaš-barjak, pobjednički grb Crne Gore iz ratova sa Turcima. Himna Crne Gore je "Oj, svijetla majska zoro".
Državni praznik je Dan državnosti – 13. srpnja, po Berlinskom kongresu iz 1878. godine kojim je Crna Gora priznata za 27. nezavisnu državu svijeta, te po početku narodnoga ustanka u Crnoj Gori protiv okupacije Osovinskih sila 1941. godine. Dan neovisnosti se slavi 21. svibnja u spomen na referendum 2006. godine.

## Državni blagdani
Zakonom o državnim i drugim blagdanima, koji je donijela Ustavotvorna skupština Republike Crne Gore državni i drugi blagdani obilježavaju se dva dana i to na dan blagdana i narednog dana. Ako je blagdan nedjelja, neradna su dva naredna dana. Ako je drugi blagdanski dan nedjelja, neradni je prvi naredni dan. U skladu sa zakonima Crne Gore gradjani drugih vjeroispovjesti mogu uzeti slobodan dan na blagdan koji slave u skladu sa svojom vjerskom opredijeljenosti.
| Datum              | Blagdan                                                 |
| ------------------ | ------------------------------------------------------- |
| 1. siječnja        | Nova godina                                             |
| 7. siječnja        | Pravoslavni Božić                                       |
| 14. siječnja       | Nova godina po Julijanskom kalendaru – nije neradan dan |
| Klizni             | Veliki petak                                            |
| Klizni             | Uskrs                                                   |
| Dan poslije Uskrsa | Uskrsni ponedjeljak                                     |
| 1. svibnja         | Praznik rada                                            |
| 9. svibnja         | Dan Pobjede                                             |
| 21. svibnja        | Dan Neovisnosti                                         |
| 13. srpnja         | Dan Državnosti                                          |

## Povijesni simboli Crne Gore
- Grb dukljanskoga arhonta Petra
- Pečat dukljanskog kralja Đorđa
- Grb dinastije Vojislavljevića
- Grb Zete
- Grb Balšića, segment s kacigom i vukom
- Vladarski grb Crnogorskoga kneževstva i kraljevstva‎
- Grb Kraljevine Crne Gore
- Grb Božićne pobune na Spomenici

- Crnogorski krstaš-barjaci
- Državna i glavna vojna zastava Kneževine Crne Gore
- Državna zastava Kraljevine Crne Gore
- Crnogorske pomorske zastave s konca 19. stoljeća
- Zastava SR Crne Gore i Republike Crne Gore
- Zastava Crne Gore iz 1990-ih

## Vladari Crne Gore do 1918.
- Sveti Vladimir, dukljanski knez
- Vojislav, utemeljitelj dinastije Vojislavljevića
- Bodin, kralj dukljanski
- Ivan Crnojević, gospodar Crne Gore
- Vladika Danilo Petrović
- Vasilije Petrović Njegoš
- Sveti Petar Cetinjski
- Petar II. Petrović Njegoš
- Danilo I. Petrović
- Nikola I. Petrović

## Vanjske poveznice
- Ustav Crne Gore (2007.)
- Službene stranice Republike Crne Gore  Arhivirana inačica izvorne stranice od 19. veljače 2010. (Wayback Machine)
- Službene stranice Turističke organizacije Crne Gore
- Ustav Crne Gore na službenim stranicama crnogorske skupštine (parlamenta) (na crnogorskom jeziku) (PDF)
- Web katalog Crne Gore  Arhivirana inačica izvorne stranice od 23. svibnja 2018. (Wayback Machine)
- Crna Gora za početnike  Arhivirana inačica izvorne stranice od 28. studenoga 2007. (Wayback Machine)
- Intervju: Marko Špadijer, glavni tajnik Matice Crnogorske u Zagrebu  Arhivirana inačica izvorne stranice od 4. rujna 2009. (Wayback Machine)
- Forum o crnogorskoj povijesti  Arhivirana inačica izvorne stranice od 10. svibnja 2006. (Wayback Machine), dosta kvalitetnih referenca i tekstova

| Portal:Europa | Portal:Europa |

### Ostali projekti
|  | Zajednički poslužitelj ima stranicu o temi Crna Gora    |
|  | Zajednički poslužitelj ima još gradiva o temi Crna Gora |
|  | Zajednički poslužitelj sadrži atlas Crne Gore           |